# Johann Heinrich Friedrich von Spaen
Johann Heinrich von Spaen (* 1705; † 27. Januar 1762 in Zerbst) war ein preußischer Generalmajor und Chef des Kürassierregiments Nr. 12.

## Leben

### Herkunft
Seine Eltern waren der preußische Generalmajor Alexander Bernhard von Spaen (1669–1743) und dessen Ehefrau Johanna, geborene von Laer (1679–1705).

### Militärkarriere
Spaen kam mit 17 Jahren in das Dragonerregiment „Dockum“ und wurde 1727 Adjutant des Generals Dockum. Er war Leutnant, als das Regiment 1734 am Rheinfeldzug teilnahm. Am 15. März 1739 wurde er zum Hauptmann befördert. Am 23. August 1745 wurde er Major, am 17. September 1754 Oberstleutnant. 1756 wurde Spaen Kommandeur des Dragonerregiments und 1757 Oberst. Bereits im August 1758 erfolgte seine Ernennung zum Generalmajor und im März 1759 übernahm er das Kürassierregiment „Kyau“. Für 1762 beantragte er seine Entlassung, die er mit Pension erhielt. Er zog sich nach Zerbst zurück, wo er am 27. Januar 1762 unverheiratet starb.
Er hatte während des Ersten Schlesischen Krieges an der Schlacht bei Chotusitz teilgenommen und während des Zweiten Schlesischen Krieges bei Kesselsdorf gekämpft. Im Siebenjährigen Krieg kämpfte er in Groß-Jägersdorf, Zorndorf, Kay, Kunersdorf, Liegnitz und Torgau.
In Kunersdorf wurde er verwundet und konnte am 15. Oktober 1758 die Schweden aus Boitzenburg vertreiben.